# Onsdagstjärnen, Hälsingland
Onsdagstjärnen är en sjö i Bollnäs kommun i Hälsingland och ingår i Ljusnans huvudavrinningsområde.